# Mixtékek

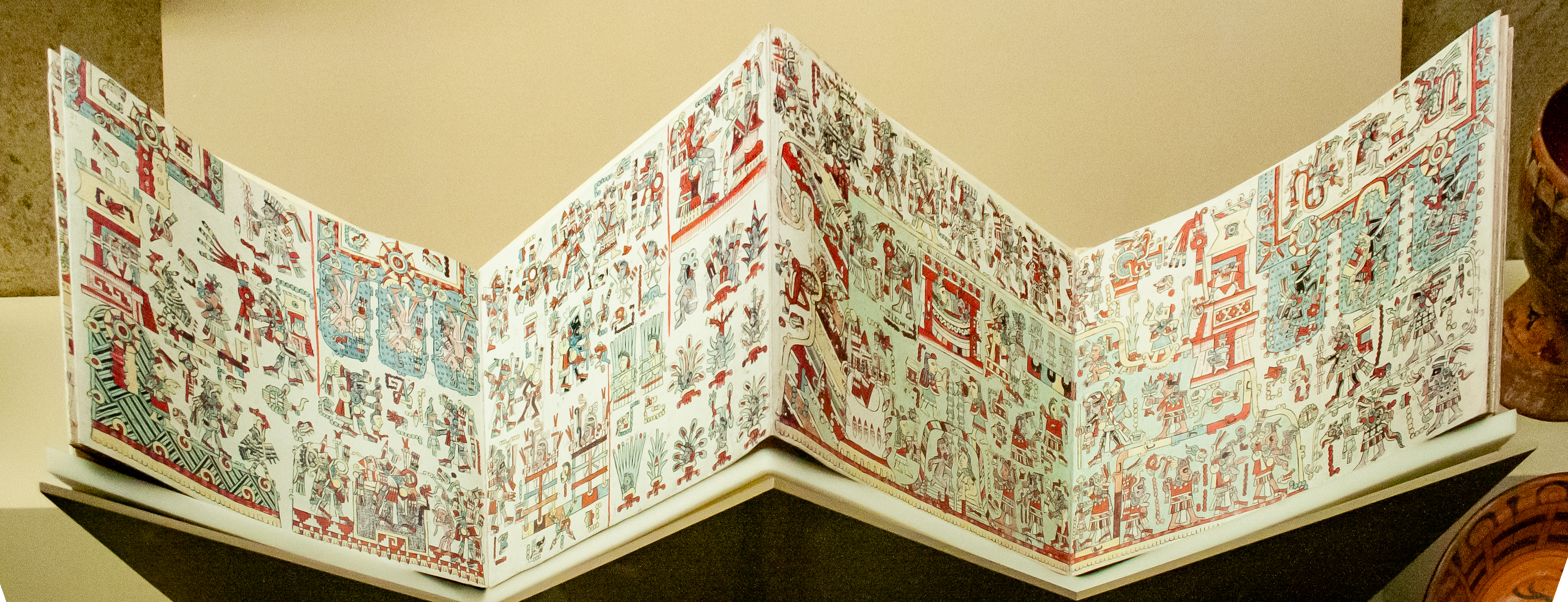
A Zouche-Nuttall kódex, prekolumbiánus mixték kézirat a 14. századból

A mixtékek (más néven mistékek, spanyolul: mixtecos) egy mexikói őslakos népcsoport, akik elsősorban a La Mixteca néven ismert, Oaxaca és Puebla államok területén elhelyezkedő régiót, valamint Oaxaca és Guerrero partvidékét lakják. Mexikóban a navatlok, a maják és a zapotékok után a negyedik legnagyobb indián népcsoport.
A mixték régió és népesség hagyományosan több részre osztható. Őseik vagyoni helyzete alapján két fő csoport alakult ki, a mixteco alto és a mixteco bajo: előbbiek a felsőbb osztályhoz tartozó, gazdagabb embereket jelentette, utóbbi az alsóbb osztálybeli, szegényebb mixtékeket. Mára azonban ezek a különbségek lassan kiegyenlítődnek a két csoport között. Földrajzilag elkülönülő csoportot alkotnak a Oaxaca és Guerrero államok partvidékén élő mixtékek (mixteco de la costa), akik nyelve az alsóbb osztálybeli mixtékekéhez áll közelebb.
A 16. században, mielőtt a többi őslakos néphez hasonlóan a spanyolok és helyi szövetségeseik leigázták volna őket, a mixtékek száma nagyjából 1,5 millió lehetett. Napjainkban nagyjából 800 ezer mixték él Mexikóban, és emellett egy népes mixték közösség létezik az USA-ban is.

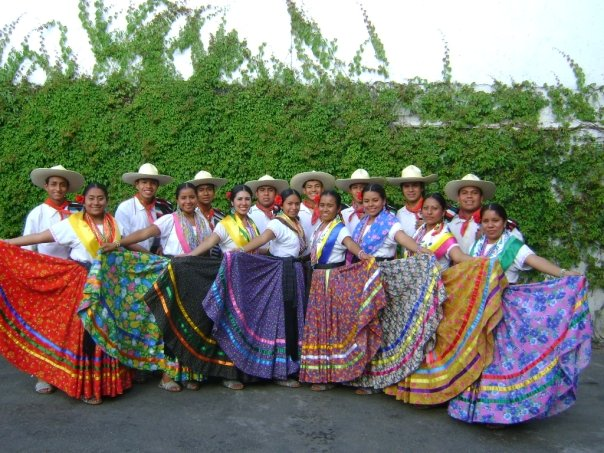
Mixtékek hagyományos viseletben

## Földrajz
A mixték térség mind a múltban, mind a jelenben a mai Oaxaca állam nyugati részét foglalta el, de a mixték lakóterület szintén kiterjed a szomszédos Puebla és Guerrero államokra is. A mixték régiót földrajzilag három részre oszthatjuk: a felföldi, az alföldi és a partvidéki részre. Előbbi a Oaxaca-völgyet és az akörüli hegyeket jelenti, a második a felföldtől északra és nyugatra fekvő területeket, utóbbi pedig a déli síkságot, illetve a Csendes-óceán partját. A mixték történelem nagy részében politikai erő a felföldi térségben összpontosult, itt terültek el a legfontosabb városok is. Maga a Oaxaca-völgy általában határrégió volt, amit időnként a mixtékek, időnként keleti szomszédaik, a zapotékok uraltak.

## Történelem

### A Kolumbusz előtti korszak
A Kolumbusz előtti időkben számos, egymással és a zapoték királyságokkal folyamatosan versengő mixték városállam létezett. Az egyik legfontosabb mixték központ Tututepec volt, amely a Kr. u. 11. században emelkedett vezető szerepre Iya Nacuaa Teyusi Ñaña (Nyolc Szarvas Jaguárkarom) uralkodása idején: ő volt az egyedüli mixték uralkodó, aki az alföldi és a hegyvidéki mixték államokat egyesíteni tudta. Történetét a képírásos Zouche-Nuttall kódex őrizte meg.
A spanyol hódítás előtt a mixték Közép-Amerika egyik legfontosabb civilizációja volt. Legfontosabb ősi központjaik Tilantongo főváros mellett Achiutla, Cuilapan, Mitla, Huajuapan, Tututepec, Juxtlahuaca és Yucuñudahui voltak. Mixtékek építkeztek Monte Albánban is (ami eredetileg zapoték város volt, mielőtt a mixtékek elfoglalták volna). A mixték kézművesek (kőből, fából és fémből készült) munkái egész Mezo-Amerikában elismertek voltak, a mixték ötvösöket a térség legkiválóbbjainak tartották.
Az azték birodalom idején számos mixték város fizetett adót az aztékoknak, de nem minden mixték település vált az aztékok hűbéresévé. A spanyol konkvisztádorok megérkezésekor a mixtékek ellenállást tanúsítottak, ám végül Pedro de Alvarado legyőzte őket.

### A gyarmati korszakban
Számottevő írott anyag maradt fenn mixték nyelven a gyarmati korszakból, amit a kutatók az úgynevezett új filológia kereteiben vizsgáltak. A fennmaradt mixték nyelvű iratok párhuzamokat jeleznek számos indián társadalmi és politikai struktúra és az atzék-navatl területek hasonló struktúrái között, de a közzétett kutatási anyag egyelőre nem a gazdasági vonalra összpontosít. Számos mixték dokumentum szól földügyekről, de ritka az, ami a kereskedelemhez kapcsolódik. A hosszú távú mixték kereskedelem már a spanyol hódítás előtt kialakult, és később, a gyarmati korszak második felében már léteztek kétnyelvűvé vált mixték kereskedők is, akik spanyol és indián termékekkel egyaránt üzleteltek.

### Napjaink
A 21. század elejére a mixtékek egy része Mexikó és az USA számos részére költözött. Napjainkban az őslakosok jelentős mértékű kivándorlása zajlik Oaxacából: nem csak mixtékek, hanem zapotékok és trikik is egyre nagyobb számban települnek át az Amerikai Egyesült Államokba. 
2011-ben mintegy 150 ezer mixték élt Kaliforniában és nagyjából 25-30 ezer New Yorkban. A társadalomtudósok a kivándorolt mixték közösségek kapcsán a „határokon átívelő” kifejezéseket használják, mivel a kitelepültek szoros kapcsolatban maradnak az otthon élőkkel.

## Nyelv

A mixték nyelvet beszélők száma államok szerint

A mixték nyelveket (számos tájszólásban) a 20. század végén nagyjából 300 ezer ember beszélte, de a mixték anyanyelvűek többsége spanyolul is beszél. Némelyik mixték nyelvjárás külön nevet kapott, például a kuikaték és a triki.
A mixték nyelv az oto-mange nyelvcsalád tagja. Maga a „mixték” szó a navatl nyelvű mixtecah kifejezésből ered, amelynek jelentése „felhőemberek”. Önmagukat a mixtékek számos néven hívják, mint például: ñuù savi, nayívi savi, ñuù davi vagy nayivi davi – mindegyik kifejezés jelentése: „az eső földje”. A mixtékek történelmi otthonát, a La Mixteca régiót mixték nyelven Ñuu Savinak, Ñuu Djaunak vagy Ñuu Davinak is nevezik, míg nyelvüket sa′an davinak, da′an davinak vagy tu′un savinak.

## Kultúra
A mixtékek az antropológia világában jól ismertek a kódexeikről és saját írásrendszerükről, amivel a történetüket és származásukat írták le szarvasbőrből készült kihajtható könyvekben. A mixték kódexek legismertett története Nyolc Szarvas főnöké, akit a születésnapja után neveztek el, és akinek a valódi neve Jaguárkarom; az ő élettörténetét olvashatjuk a Bodley- és a Zouche-Nuttall kódexekben. Nyolc Szarvas főnök volt az egyedüli, aki sikeresen meghódította és egyesitette a mixték területek nagy részét.
A mixtékek szintén közismertek, mint kiváló ötvösök, különösen az arany- és türkiztárgyaik gyönyörűek. A mixtékek történelmük egy szakaszában részben aranytárgyakban fizették az adójukat az aztékoknak is. A híres kézműves türkizmozaik maszkok mind politikai, mind vallási szerepet játszottak a mixték kultúrában: ajándékba adták őket politikai szövetségek megalakítása érdekében, vallási ceremóniákon pedig a maszk viselője egy istenséget jelenitett meg.